# رود دساگوآدرو
رود دساگوآدرو رودی است که به دریاچه پوپو می‌ریزد. این رود از کشورهای بولیوی و پرو می‌گذرد.